# Franco de Peña
Franco de Peña (ur. 25 marca 1966 w Caracas) – wenezuelski reżyser, scenarzysta i producent filmowy, związany z Polską. Reżyser i scenarzysta wielokrotnie nagradzanego filmu Masz na imię Justine (2005).

## Życiorys
Od 1983 r. podróżował po świecie (mieszkał i pracował m.in. w Montrealu, Londynie, Paryżu, Berlinie, Warszawie, Łodzi). Studia rozpoczął od kierunku ekonomii, ale po otrzymaniu stypendium UNESCO zmienił kierunek na reżyserię w warszawskiej Akademii Teatralnej (której nie ukończył). W 1995 r. ukończył (z wyróżnieniem) studia na Wydziale Reżyserii PWSFTviT w Łodzi. 12 kwietnia 2006 r. otrzymał list gratulacyjny od prezydenta Rzeczypospolitej Polskiej.
Początkowo pracował jako aktor, a od 1992 r. realizował także filmy krótkometrażowe. Były one nagradzane na wielu festiwalach. Zadebiutował w 2003 r. filmem fabularnym Miłość w miejskiej dżungli.

## Filmografia
- 2009: King Hugo and His Damsel – reżyser, scenarzysta, producent
- 2005: Masz na imię Justine – reżyser, scenarzysta
- 2004: Bem-Vindo a São Paulo – zdjęcia
- 2003: Miłość w miejskiej dżungli (Amor en concreto) – reżyser, scenarzysta, producent
- 1997: Przyszłość złudzeń (El porvenir de una ilusion) – reżyser
- 1993: Może to grzech, że się modlę – reżyser, scenarzysta